# Peppino di Capri
Giuseppe Faiella, cunoscut drept Peppino di Capri, (n. 27 iulie 1939, Capri, Campania, Italia) este un cântăreț și actor italian.